# Khalid Raghib
Khalid Raghib est un footballeur international marocain, né le 22 septembre 1969 à Settat, au Maroc.

## Parcours

### En club
Khalid Raghib évolue dans le club de la Renaissance de Settat de 1988 à 1998, date à laquelle il prend sa retraite.

### En sélection
Khalid Raghib participe aux Jeux olympiques d'été de 1992. Sur les trois matchs que dispute la sélection nationale marocaine, il en joue deux. Lors du premier, auquel Raghib participe, les Marocains affrontent la Corée du Sud. Ce match se termine par un nul sur le score d'un but partout. Ensuite, le Maroc enchaîne avec la Suède. En l'absence de Raghib, les Suédois écrasent le Maroc, sur un score final de quatre buts à zéro. Pour le compte du dernier match de poule, Raghib commence la rencontre comme titulaire face à l'équipe nationale du Paraguay, avec, à la clé, une défaite par trois buts à un.
Khalid Raghib participe ensuite aux éliminatoires de la Coupe du monde, en prenant part à deux rencontres, face à la Sierra Leone et au Ghana. Lors de la première, les Marocains, devant 25 000 supporters, écrasent les Sierra-Léonais sur le score de quatre buts à zéro. Durant ce match, Khalid Raghib inscrit un doublé en l'espace de seulement cinq minutes; le premier à la 50e minute, puis, le second, à la 55e minute. Lors du second match, Raghib inscrit le but de la victoire face au Ghana devant 60 000 spectateurs, avec une réalisation à la 67e minute. C'est ce but qui qualifie l'équipe du Maroc pour la Coupe du monde de 1998.

## Les matchs avec l'équipe nationale
1. 09/08/1990 Tunis : Tunisie vs Maroc  0 - 0 Amical
2. 19/08/1990 Casablanca : Maroc vs Niger 2 - 0 Elim. CAN 1992
3. 02/09/1990 Casablanca : Maroc vs Mauritanie 4 - 0 Elim. CAN 1992…….1 But
4. 12/09/1990 Dublin : Irlande vs Maroc 1 - 0 Amical
5. 13/01/1991 Rabat : Maroc vs Côte d’Ivoire 3 - 1 Elim. CAN 1992
6. 27/01/1991 Niamey : Niger vs Maroc 1 - 0  Elim. CAN 1992
7. 27/03/1991 Rabat : Maroc vs Grèce 0 - 0 Amical
8. 03/04/1991 Annaba : Algérie vs Maroc 2 - 2 Amical
9. 12/04/1991 Nouakchott : Mauritanie vs Maroc 0 - 2 Elim. CAN 1992
10. 26/12/1991 Casablanca : Maroc vs Algérie 1 - 1 Amical………………..1 But
11. 12/01/1992 Dakar : Cameroun vs Maroc 0 - 1 CAN 1992
12. 23/03/1996 Dubai (EAU) : Maroc vs Corée du sud : 2 - 2 Tournoi EAU
13. 26/03/1996 : Dubai (EAU) : EAU vs Maroc : 1 - 0 Tournoi EAU
14. 29/08/1996 Settat : Maroc vs Zaïre : 7 - 0 Amical………………………1 But
15. 09/11/1996 Rabat : Maroc vs Sierra Leone : 4 - 0 Elim. CM 1998………..2 Buts
16. 11/12/1996 Maroc vs Croatie à Casablanca 2 - 2 (6 - 7) Coupe Hassan II
17. 12/12/1996 Maroc vs Nigeria à Casablanca 2 - 0 Coupe Hassan II
18. 26/04/1997 Sierra Leone - Maroc à Freetown 0 - 1 Elim. CM 1998
19. 31/05/1997 Maroc - Ethiopie à Rabat 4 - 0 Elim. CAN 1998
20. 07/06/1997 Maroc - Ghana à Casablanca 1 - 0 Elim. CM 1998…………….1 but
21. 21/06/1997 Maroc - Egypte à Rabat 1 - 0 Elim. CAN 1998
22. 09/10/1997 Brésil - Maroc à Belem 2 - 0 Amical
23. 14/01/1998 Maroc - Angola à Casablanca 2 - 1 Amical

## Palmarès

### En sélection
- Avec l'équipe juniors:
  - Vainqueur de la Coupe de Palestine des nations en 1989[1].

- Avec l'équipe espoirs:
  - Troisième place aux Jeux méditerranéens en 1991[1].